# Naissance en 1314
Naissance
- 1310
- 1311
- 1312
- 1313
- 1314
- 1315
- 1316
- 1317
- 1318

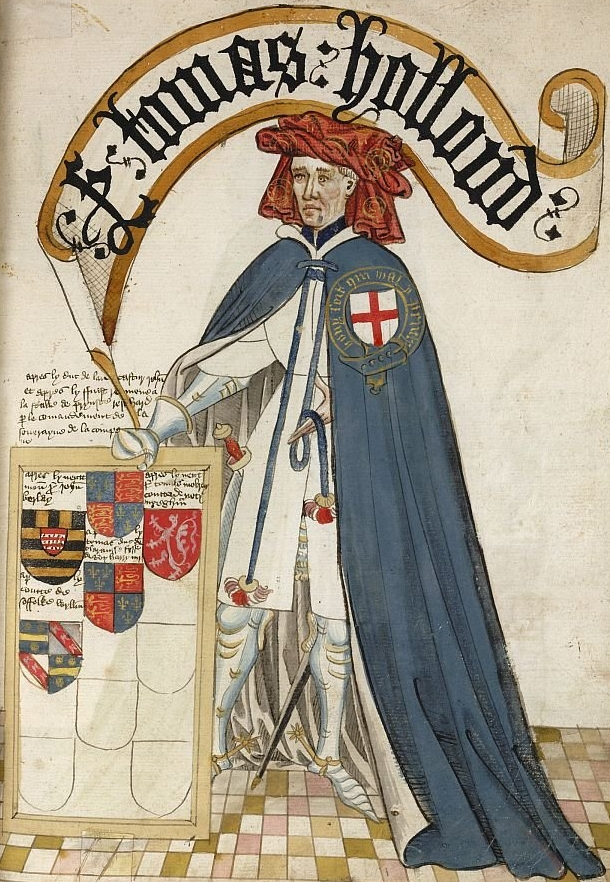
Thomas Holland, né en 1314.

Cette page dresse une liste de personnalités nées au cours de l'année 1314  :
- 3 novembre : Nicolás Rossell, cardinal espagnol.

- Amda Seyon Ier, roi d'Éthiopie sous le nom de Gabra Masqal Ier
- Thomas Holland, comte de Kent, commandant militaire pendant la Guerre de Cent Ans et lieutenant du roi en Bretagne.
- Ramathibodi Ier, fondateur du royaume d'Ayutthaya, dans l'actuelle Thaïlande.
- Rafaino Caresini, homme politique, diplomate et historien vénitien